# Syntomium grahami
Syntomium grahami är en skalbaggsart som beskrevs av Hatch 1957. Syntomium grahami ingår i släktet Syntomium och familjen kortvingar. Inga underarter finns listade i Catalogue of Life.